# Benoît Cœuré

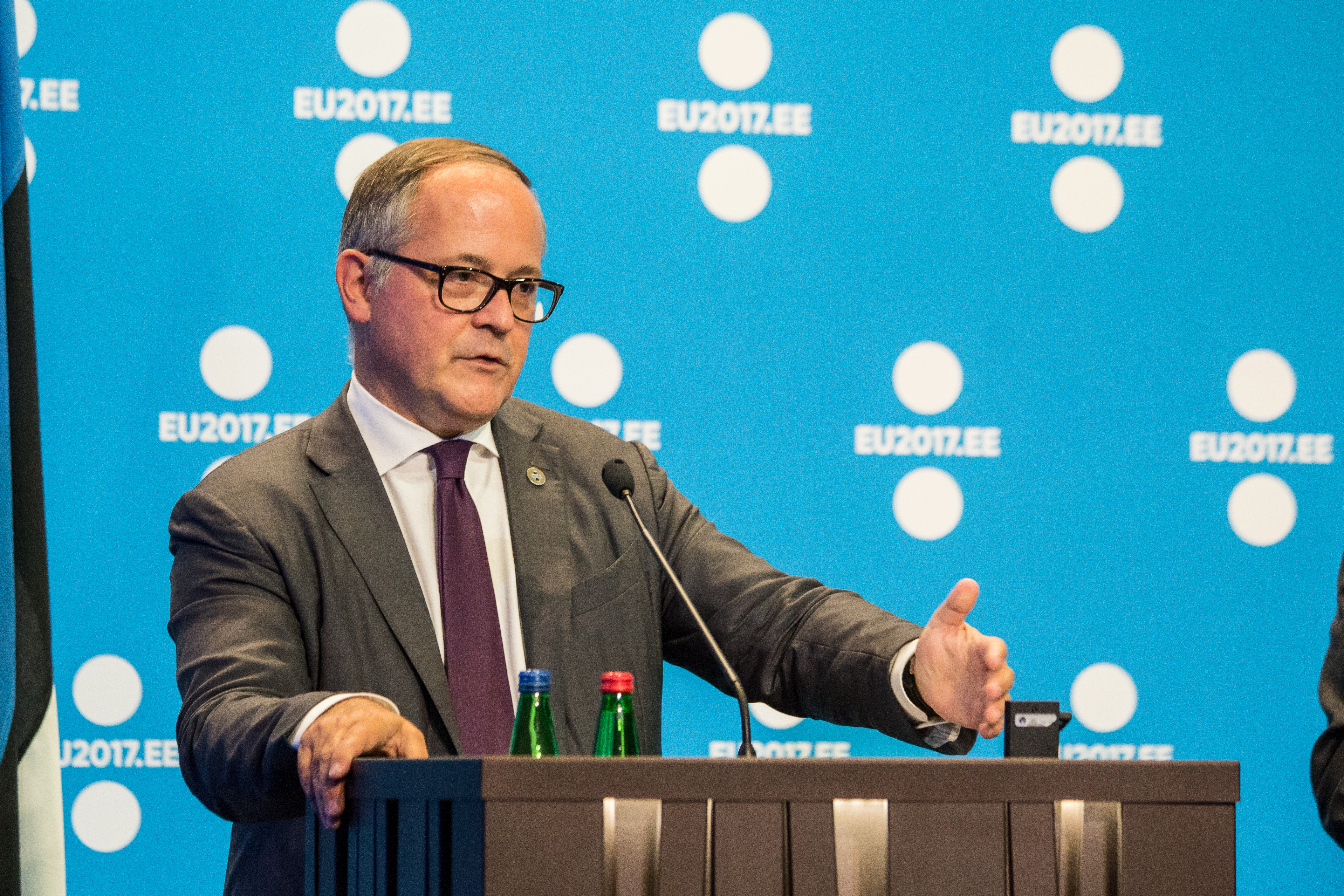
Benoît Cœuré

Benoît Cœuré (1969) is een Frans econoom. 
Cœuré studeerde eind jaren tachtig aan de École polytechnique. Hij werkte voor het Franse Institut national de la statistique et des études économiques (INSEE) en was directeur van Agence France Trésor.
Op 29 november 2011 namen de Europese ministers van Financiën in Brussel een eenstemmig besluit om hem per 1 januari 2012 tot directeur van de Europese Centrale Bank (ECB) te benoemen als opvolger van de voortijdig afgetreden Lorenzo Bini Smaghi.
Reeds voor zijn aantreden liet hij zich als volgt uit: "The European Central Bank may need to step up its bond-buying programme if the eurozone crisis prevents its interest rate decisions from having the desired impact".

## Werken
- (fr)  Samen met Agnès Bénassy-Quéré: Economie de l'euro. Paris: La Découverte, 2002.

## Voetnoten
1. ↑  (de)  „Weg für Franzosen Benoit Coeuré frei“[dode link], Handelsblatt, 29. November 2011.
2. ↑  (en) Ambrose Evans-Pritchard en Louise Armitstead, Confusion over Britain's £30bn share of IMF rescue for Europe, The Daily Telegraph, 13 december 2011. Gearchiveerd op 31 mei 2023.

- Bibliothèque nationale de France: cb13598217h (data)
- Gemeinsame Normdatei: 171295714
- International Standard Name Identifier: 0000 0001 1708 7171
- Library of Congress Control Number: no2011171730
- Nationale Bibliotheek van Tsjechië: vse20191055056
- Système universitaire de documentation: 031778941
- Virtual International Authority File: 162143785
- WorldCat: E39PBJp9wmCgrrRydg6CtbVcT3